# Варлай, Владимир
Владимир Варлай (хорв. Vladimir Varlaj, род. 25 августа 1895г. Загреб - ум. 15 августа 1962г. Загреб) - хорватский художник и график - экспрессионист. 

## Жизнь и творчество
Школьное образование получил в Загребе и в Карловаце, куда переехала его семья. В 1911 году В.Варлай поступает в частную художественную школу в Загребе, в 1913-1914 посещает загребский колледж живописи и графики, параллельно работая в фотографической студии. Во время Первой мировой войны, в 1915 году художник был призван в австрийскую армию и отправлен на Восточный фронт, в Россию. В 1917 он был демобилизован после тяжёлого ранения. В 1918 году В.Варлай приезжает в Прагу и записывается здесь на курс в Академию художеств (однако впоследствии от него отказался). Вернувшись в конце войны в Загреб, Варлай и его друзья-художники, жившие в Праге — Узелац, Гекан и Трепше — создают группу «Пражская четвёрка». Они вместе выставляют свои полотна на Весеннем салоне 1919 года в Загребе и получают положительные оценки в художественной критике. В 1920 году В.Варлай выставляется на международной экспозиции в Генуе. В 1921 году он становится одним из создателей «Группы независимых художников» (Grupa nezavisnih umjetnika). В 1934 году, уже известным мастером, В.Варлай поступает в загребскую Академию искусств, в класс Марино Тартальи. В конце своей жизни художник много болел, последние 10 лет провёл в инвалидном кресле.
Творчество В.Варлая оказало большое влияние на развитие хорватской и югославской вообще живописи, в особенности живописи пейзажной. Наиболее продуктивными и яркими были для него 1920-е годы, после 1933 года художник рисовал очень немного. Он оставил великолепные изображения как горной Хорватии, так и её морские ландшафты — виды Далмации, горного Котара, Кварнера, адриатических островов. Известны также созданные В.Варлаем портреты и натюрморты. В 1992—1993 годах в загребском Павильоне искусств прошла ретроспективная выставка творчества В.Варлая.
В 2000 году одно из полотен художника было изображено на почтовой марке Хорватии.

## Галерея
- Автопортрет В.Варлая (1942 г.)
- Почтовая марка Хорватии от 2000 года с изображением полотна В.Варлая «Корчула» (1926 г.)